# 興山寺
興山寺（こうざんじ）は、和歌山県紀の川市桃山町最上にある真言宗御室派の寺院。山号を安楽山（あんらくさん）、院号は遍照院、本尊は不動明王、開基（創立者）は豊臣秀吉が帰依した僧、木食応其である。寺紋は丸に平四つ目結紋。本堂は国の登録有形文化財に登録されている。

## 歴史
天正17年（1589年）木食応其による紀の川から安楽川への用水路整備により、高野山領荒川荘の農民は水不足が解消しただけでなく、新規に荒廃地を開拓することも可能になった。天正18年（1590年）正月、この大事業の完成を受けて荘内の住民が応其上人の威徳を讃えるため同地にあった八幡宮の境内地に本堂の造営を始め、同2月には上人坐像が完成、同3月には本堂が完成したものとみられる。同寺は木食応其が俗体のころにもうけた一人娘「こま」の住まい近くに隠棲するため、弟子の遍照院覚栄（のち興山寺第2世）に命じて創建した由縁もある。
興山寺の寺名の由来は高野山の「中興開山」から来ており、後陽成天皇の勅願寺で、金剛峯寺の前身である同名の興山寺 (廃寺)との縁は深い。
安政4年（1857年）10月には興山寺第17世の観鏡によって応其の250回遠忌法要が行われている。昭和27年（1952年）5月には高野山真言宗から真言宗御室派へ転派。平成7年（1995年）9月から興山寺霊園を併設している。平成18年（2006年）には科学研究費助成事業により所蔵文献の調査・研究が行われた。

## 文化財

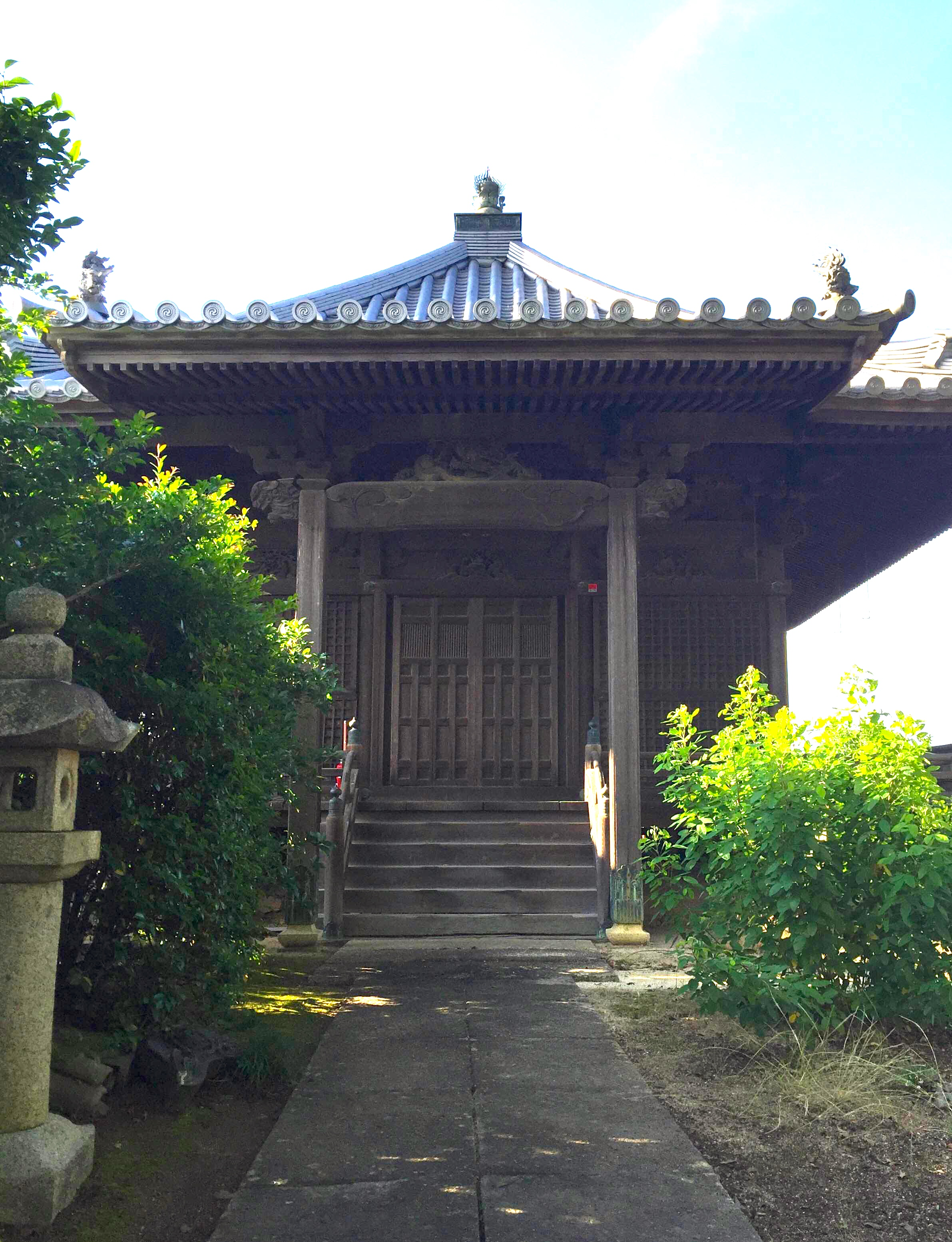
本堂（登録有形文化財）

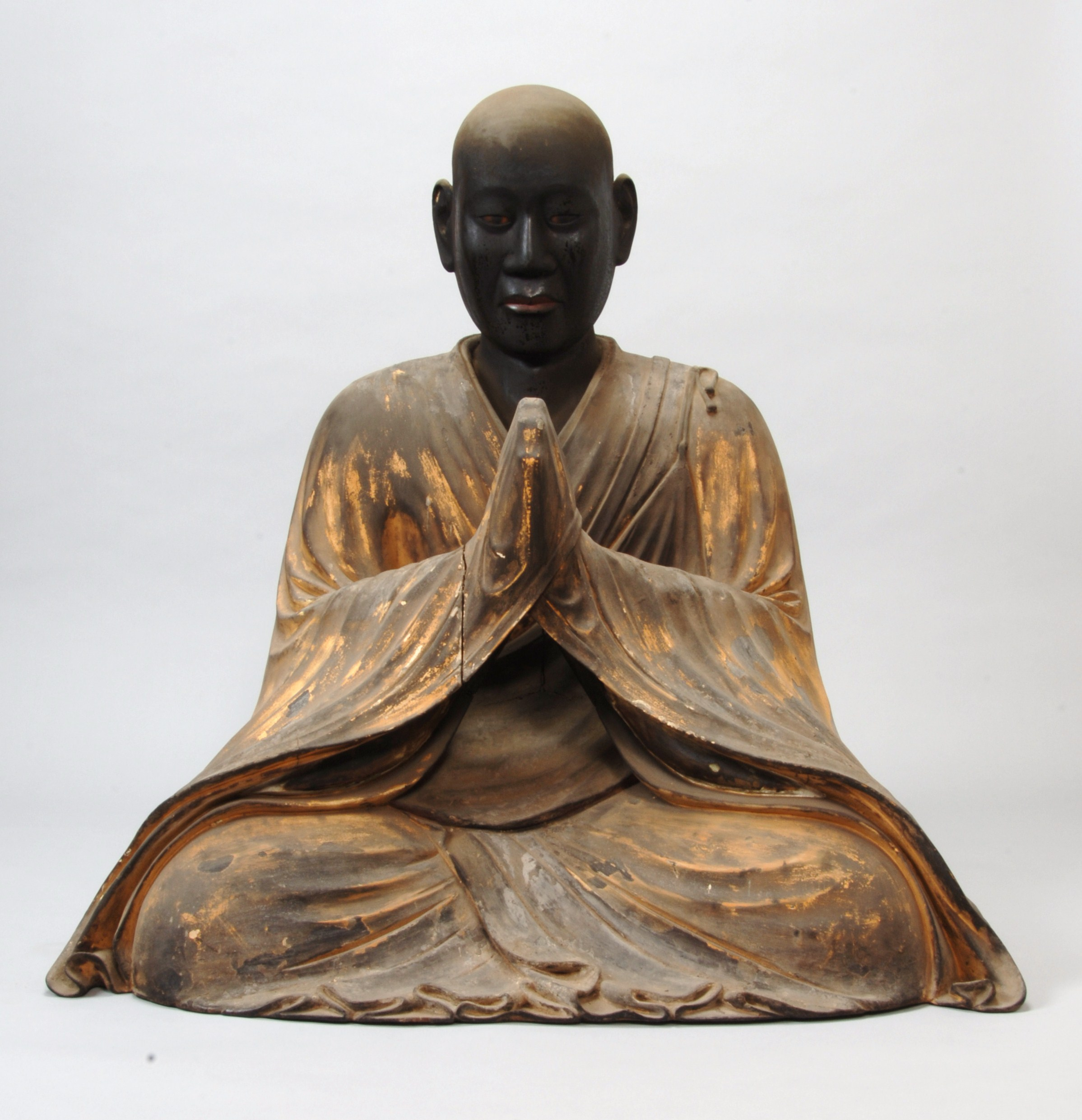
木食応其坐像(紀の川市指定文化財)

- 本堂 - 現存する本堂は明治22年（1889年）、興山寺第19世福井定厳のとき建立。明治時代に行われた廃仏毀釈で全国各地の仏教寺院が打撃を受けたなか、彫師西岡弥三郎らの手による豊かな彫刻で荘厳された近代仏堂を残したことが評価され、平成26年（2014年）12月に国の登録有形文化財に登録された[4]。
- 木食応其坐像 - 天正18年（1590年）造像。興山寺本堂の脇壇に安置されており、頭部などは燻煙によって黒色を呈している。正面を見据えた目や引き結んだ唇などその表情からは木食応其の強靭な精神力をもうかがえるところがあり、像主の内面をも反映した高い肖像性を示している。紀の川市指定文化財[5]。
- 水瓶 - 文禄5年（1596年）造。八角形の瓦器の側面には「安楽興山」の浮き出し文字がある。紀伊続風土記によると豊臣秀吉より下賜されたものという。紀の川市指定文化財。
- 太刀 - 応其が所持していたという太刀二振。来派国行作と初代和泉守国貞作を所蔵していたが、昭和21年（1946年）GHQの占領政策「銃砲等所持禁止令」により没収され、現在は伝わっていない[6]。

## 交通
- JR和歌山線 下井阪駅から紀の川市地域巡回バス「北神田」下車徒歩6分。

## 周辺
- 根来寺
- 粉河寺
- 鞆淵八幡神社
- 三船神社
- 最上廃寺跡